# Cameron Norrie
Cameron Norrie (Joanesburgo, 23 de agosto de 1995) é um tenista profissional britânico.
Norrie atingiu seu melhor ranking de simples em setembro de 2022, quando ocupou a oitava colocação do ATP Tour. Ao longo de sua carreira, conquistou três títulos de simples, incluindo o ATP Rio em 2023 e o Masters 1000 de Indian Wells em 2021.